# Cercoseptoria crataegi
Cercoseptoria crataegi är en svampart som först beskrevs av Ellis & Everh., och fick sitt nu gällande namn av Davis 1929. Cercoseptoria crataegi ingår i släktet Cercoseptoria och familjen Mycosphaerellaceae.   Inga underarter finns listade i Catalogue of Life.